# Szója-fok
A Szója-fok (japánul 宗谷岬 [szójamiszaki]) Japán legészakibb pontja. Hokkaidó szigetén található, Vakkanai városban, Szója alprefektúrában. A fok a La Pérouse-szorosba szökell. Tiszta napokon látható innen az oroszországi Szahalin.